# Tibhar
Die Tibhar Tibor Harangozo GmbH mit Sitz in Saarbrücken ist ein deutscher Sportartikelhersteller im Bereich Tischtennis.
Zu den Produktlinien des Unternehmens gehören unter anderem Tischtennisbeläge, Hölzer, Schläger, Tischtennistische, Textilien sowie diverses Zubehör.
Tibhar ist Marktführer für den Bereich Tischtennis in Frankreich und gehört zu den führenden Marken in anderen Ländern Europas und weltweit. Produziert werden die Produkte in der EU, Asien und Ägypten.
Das Unternehmen stattet u. a. Spitzenspieler wie Darko Jorgić (Slowenien), Cedric Nuytinck (Belgien), Kay Stumper (Deutschland), Kenta Matsudaira (Japan), Bernadette Szöcs (Rumänien), Annett Kaufmann (Deutschland) und Kristin Lang (Deutschland) aus. Vertragsmannschaften sind Nationalmannschaften von Belgien, Serbien, Rumänien, Portugal, Slowenien, Polen und Brasilien.

## Geschichte
Der Unternehmensgründer Tibor Harangozo, ein jugoslawischer Tischtennisspieler und -trainer, der dem späteren Unternehmen seinen Namen gab, begann ab dem Jahr 1959 internationale Tischtennislehrgänge an der Sportschule Saarbrücken unter dem Namen Tibhar zu organisieren.
Dieses Engagement, auch als Trainer der Tischtennismannschaft des 1. FC Saarbrücken, die er in den sechziger Jahren zu Bundesligaerfolgen brachte, führte zur Gründung von Tibhar im Jahr 1969.
Nach Harangozos Tod 1978 übernahm Erwin Berg, ehemaliger Bundesligaspieler und Trainer der internationalen Tibhar Tischtennisschule die Geschäftsführung des Unternehmens. Seit 1995 leitet sein Sohn Roland Berg, ebenfalls ehemaliger Bundesligaspieler, die Geschicke des Unternehmens.